# Partido Liberal-Conservador
El Partido Liberal-Conservador, más comúnmente denominado Partido Conservador, fue un partido político español creado por Antonio Cánovas del Castillo para sustentar la monarquía de Alfonso XII tras el triunfo del pronunciamiento de Sagunto del 29 de diciembre de 1874 que puso fin a la Primera República y dio comienzo al periodo de la Restauración. Aglutinaba a un variado grupo de personas, desde los partidarios de los Borbones durante el Sexenio Democrático (llamados alfonsinos), hasta miembros de la antigua Unión Liberal de la que procedía el propio Cánovas. La existencia del partido estuvo estrechamente vinculada a Cánovas hasta su asesinato en 1897. 
Durante todo el periodo de la Restauración se «turnó» en el Gobierno con el Partido Liberal.

## Historia

### El liderazgo de Cánovas del Castillo (1875-1897)

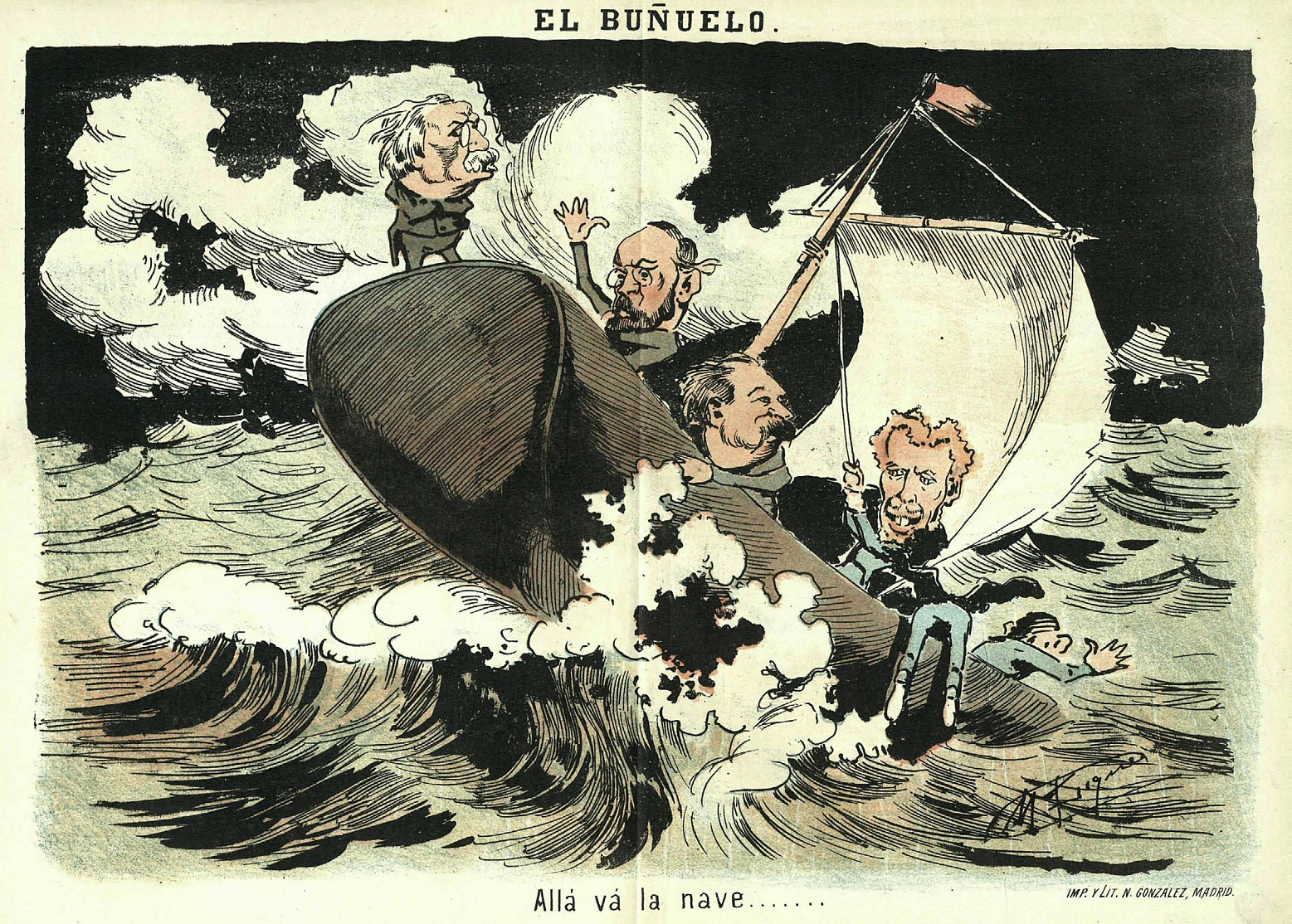
«Allá va la nave», 1881. Cánovas del Castillo aparece en la proa del barco, mientras que Francisco Romero Robledo, el «hacedor» de elecciones desde el Ministerio de la Gobernación, sujeta las velas en la popa.

El núcleo originario del partido fue el pequeño grupo parlamentario de las Cortes Constituyentes de 1869-1871 —en los inicios del Sexenio Democrático— conocido como «oposición liberal-conservadora» y liderado por el antiguo unionista Antonio Cánovas del Castillo. Este grupo se distinguía del Partido Moderado ―defensor a ultranza de la vuelta a la situación anterior a la Revolución Gloriosa de 1868― por su posición «expectante» sobre la Monarquía de Amadeo I, aunque sus miembros eran partidarios de la dinastía de los Borbones ―que no de la ex reina Isabel II―. Cuando la monarquía amadeísta fracasó —y se proclamó la Primera República Española— el pequeño grupo canovista pasó a encabezar la causa del príncipe Alfonso en quien Isabel II, exiliada en París, había abdicado sus derechos al trono en junio de 1870. En agosto de 1873 la reina concedió plenos poderes a Cánovas del Castillo para que se ocupara de la educación del príncipe y de la dirección política del movimiento. Al grupo originario se fueron sumando antiguos unionistas e incluso antiguos «revolucionarios» de 1868 «arrepentidos», como Francisco Romero Robledo. El apoyo que recibió de las elites sociales y económicas ―especialmente del mundo de los negocios catalán y madrileño, singularmente el relacionado con las colonias― fue decisivo en su consolidación. Tras el triunfo del pronunciamiento de Sagunto del 29 de diciembre de 1874 que proclamó como rey al príncipe Alfonso, dando inicio al periodo de la Restauración, Cánovas pasó a presidir el Ministerio-Regencia que se constituyó hasta que el nuevo rey Alfonso XII regresara a España desde el exilio.

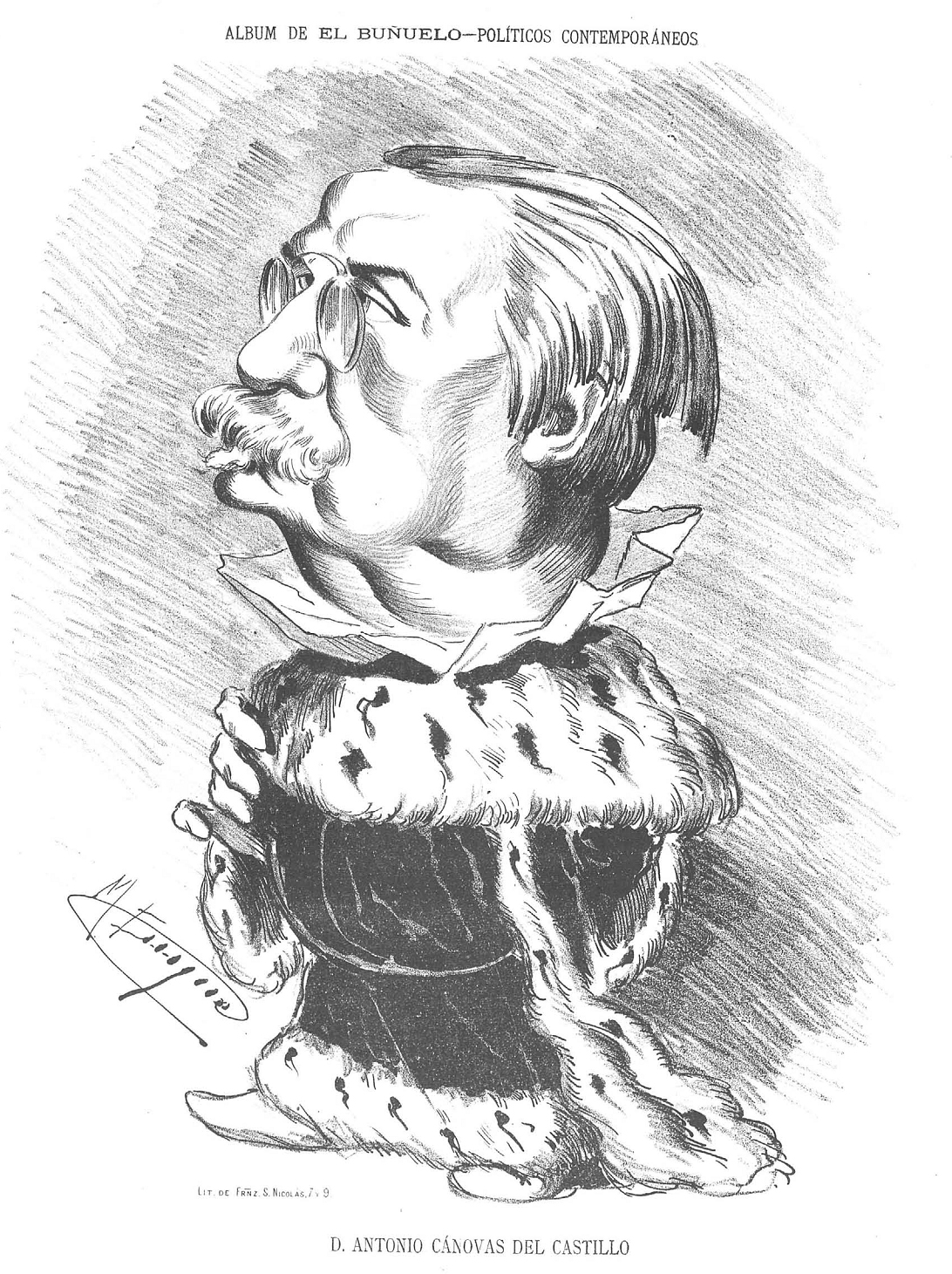
Caricatura del presidente del Gobierno y líder del Partido Conservador, Antonio Cánovas del Castillo, revestido del armiño real, una acusación frecuente entre sus detractores: «el señor Cánovas reina y gobierna a la vez, por más que muestre más afición a lo primero que a lo segundo», afirmó un destacado dirigente liberal. Revista satírica El Buñuelo, 10 de febrero de 1881.

Cánovas mostró una firme determinación de aprobar una nueva Constitución, y no restablecer la Constitución española de 1845 como pretendía el Partido Moderado —el partido que prácticamente había monopolizado el poder durante el reinado de Isabel II—. Así, en mayo de 1875 se reunieron los parlamentarios de las dos monarquías anteriores, la isabelina y la amadeísta, y se formó una comisión de notables para redactar la nueva Constitución, momento en el que muchos moderados decidieron sumarse al canovismo siendo recompensados por ello con cargos gubernamentales. Según Fidel Gómez Ochoa, «en aquel acto tomó su primera forma el Partido Liberal-Conservador». El golpe definitivo al Partido Moderado se lo propinó Francisco Romero Robledo, ministro de la Gobernación, cuando en las elecciones generales de España de 1876, celebradas en enero, sólo le permitió obtener un número muy limitado de escaños (12), frente a los 333 de los canovistas . Ante estos resultados electorales muchos moderados se unieron al partido de Cánovas ―el Partido Moderado se disolvería siete años después―.
En 1876 el partido ya estaba casi completamente configurado bajo el liderazgo de Cánovas. Sin embargo, «aunque las circunstancias fueron favorables a Cánovas, que consiguió mantenerse al frente de la situación gracias tanto a su habilidad como a la confianza de Alfonso XII y la inexistencia de figuras que rivalizaran con él —asimismo, su propuesta conecta con el deseo del país de estabilidad tras años de convulsiones, mientras el moderantismo, ahormado en el exclusivismo isabelino, suponía resucitar viejas discordias—, la formación del Partido Conservador no [había sido] un tránsito sencillo desde al alfonsismo».
En 1884 se integraron en el partido los miembros de la Unión Católica. En el gobierno que formó Cánovas en enero de ese año, tras el fracaso del de «conciliación» liberal de Posada Herrera, nombró como ministro de Fomento al líder de la Unión Católica, el neocatólico Alejandro Pidal y Mon. Feliciano Montero ha destacado, en lo que coinciden otros historiadores, que para Cánovas la entrada en el gobierno de Pidal y Mon «significaba la ampliación por la derecha de la base del partido [conservador] y la integración en el régimen de una parte del electorado carlista».
En 1885 acordó con el Partido Liberal de Sagasta el Pacto de El Pardo, por el que ambos partidos se alternarían en el poder a la muerte de Alfonso XII, lo cual fue garantizado gracias a las redes caciquiles con que ambos partidos contaban por toda España e impidió que ideologías consideradas radicales —socialismo, anarquismo, republicanismo— obtuvieran el poder y acabaran con la monarquía.
Tras el asesinato de Cánovas del Castillo por un anarquista en 1897, la jefatura del partido la asumió Francisco Silvela.

### Época de Antonio Maura (1905-1913)

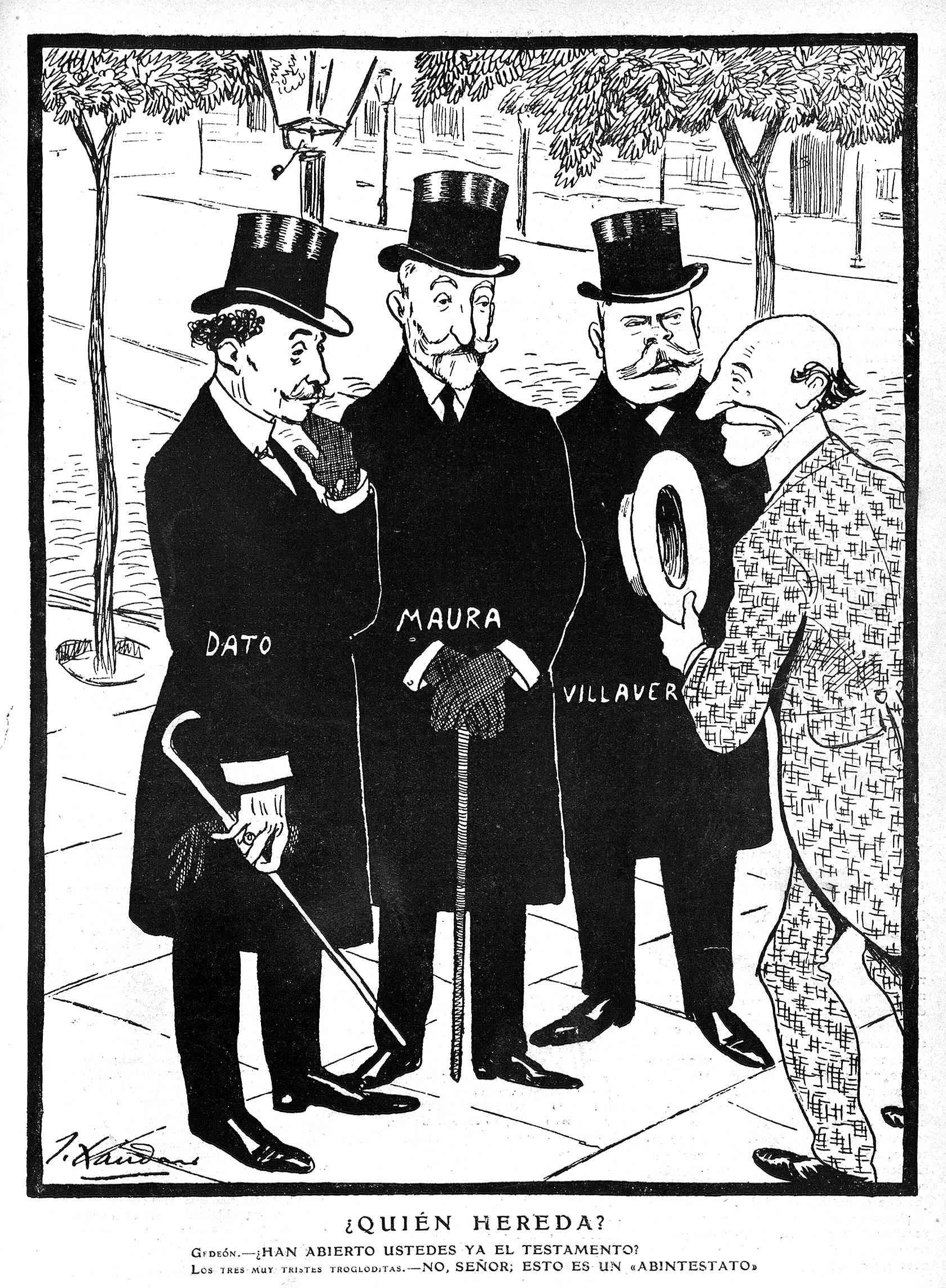
Caricatura en la que aparecen Dato, Maura y Fernández Villaverde, obra de Xaudaró, publicada en la revista satírica Gedéon (1905).

Tras el fallecimiento de Francisco Silvela en 1905, el Partido Conservador se dispuso a buscar de nuevo un líder fuerte y consensuado, algo harto difícil dentro del partido y en el sistema caciquil de España, en donde en cada comarca dominaba un político. Finalmente el nuevo líder fue el mallorquín Antonio Maura Montaner, a quien el propio Silvela había designado como sucesor, y quien sería presidente del Consejo de Ministros en diferentes etapas, siendo la más fructífera y amplia la del denominado «gobierno largo» de 1907–1909. Paradójicamente, Antonio Maura había militado originalmente en el Partido Liberal, aunque se escindió del mismo junto a los partidarios de Germán Gamazo Calvo —los llamados gamacistas— y acabó integrándose dentro del Partido Conservador.
En 1903, Alfonso XIII le había encargado ya la presidencia del Gobierno. Organizó entonces el primer viaje oficial del rey a Barcelona, que resultó un éxito para la figura del monarca, aunque Maura resultase herido en un atentado. En 1904, su enfrentamiento con el rey le hizo salir del Gobierno. Regresó al poder en 1907 e  inmediatamente convocó elecciones que, como era norma en la Restauración, ganó el gobierno gracias al fraude electoral. Durante los siguientes años desarrolló una amplia labor legislativa: Ley electoral, Ley de huelgas, Ley del descanso dominical, creación del Instituto Nacional de Previsión (INP), modernización de la Marina de guerra, y el proyecto de Ley Reforma de la Administración Local.

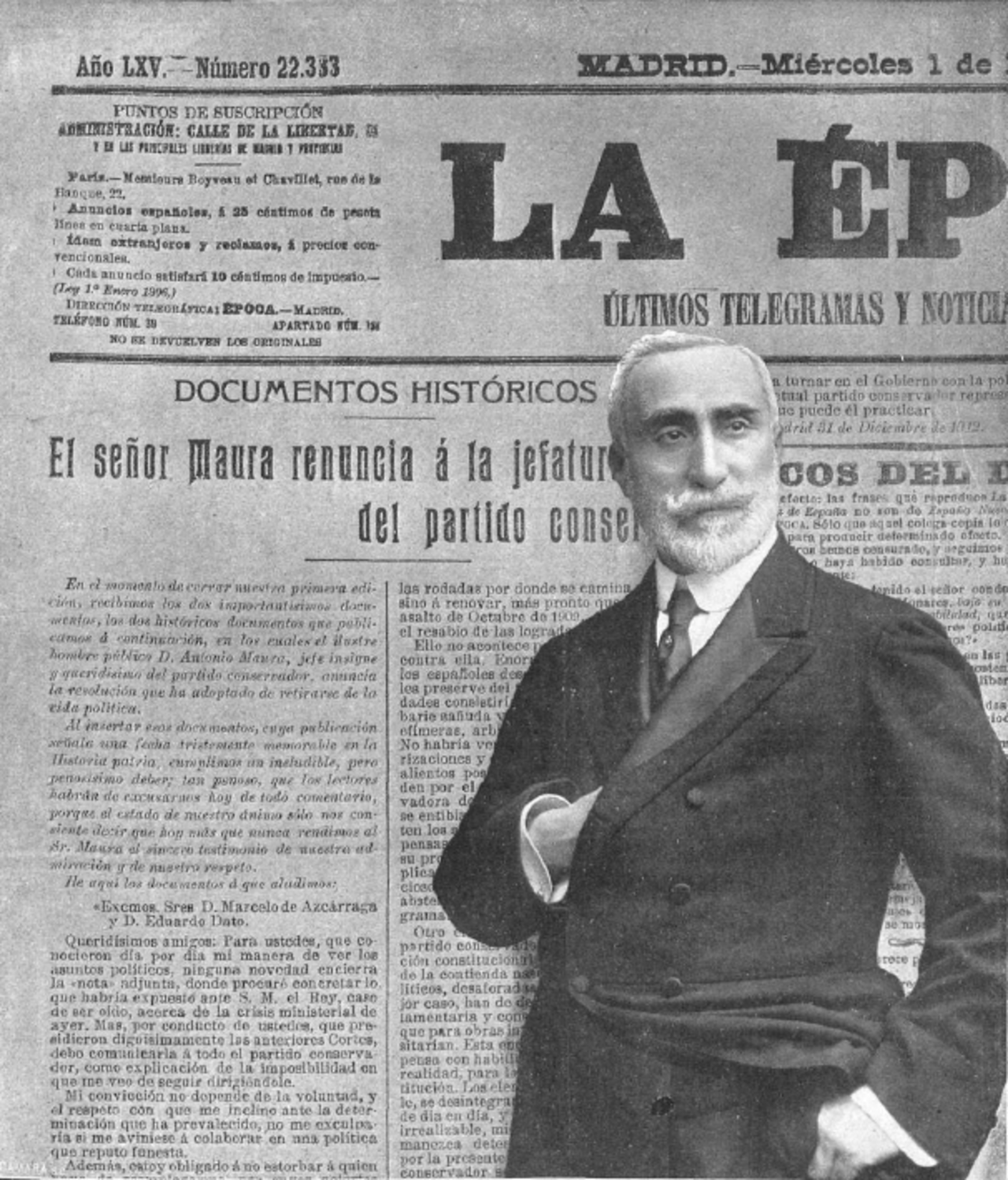
La retirada de Maura causó conmoción.

Promovió también el acercamiento a Francia y Gran Bretaña. Sin embargo, durante su gobierno se sucedieron graves problemas de orden público como la Semana Trágica de Barcelona (1909). El posterior fusilamiento de Francisco Ferrer Guardia, acusado injustamente de ser el principal instigador de los incidentes de Barcelona, provocó una durísima campaña en contra de Maura —en Barcelona incluso llegaron a aparecer carteles con el lema «Maura No»—, y supuso el final de la gran popularidad que hasta entonces había disfrutado. La crisis provocada por el fusilamiento de Ferrer Guardia acabó llevando a su caída en octubre de 1909. En 1913 abandonó la jefatura del partido, aunque todavía mantendría una importante posición en el mismo.

### Eduardo Dato (1913-1921)
En 1913 acepta la jefatura del Partido Conservador el abogado gallego Eduardo Dato Iradier y se produce su ruptura con Antonio Maura al aceptar el encargo de formar gobierno, lo que supuso la fractura del Partido Conservador entre los partidarios de uno y de otro: los mauristas y los datistas o idóneos. Dato presidiría nuevamente el gobierno en 1917, cediendo ante las Juntas militares de Defensa y reprimiendo enérgicamente la huelga general de agosto. Todavía Maura volvería al gobierno, al acceder a presidir de nuevo el Consejo de Ministros, en 1918, con la formación de un gabinete de concentración nacional con militantes mauristas y datistas, pero también con miembros del Partido Liberal. Aquel contexto, con la Primera Guerra Mundial, la huelga general de 1917 y la Revolución rusa, aconsejó al rey Alfonso XIII recurrir de nuevo al viejo político conservador. Este Consejo de Ministros elaboró la nueva Ley de Jornada Laboral (ocho horas) y dio paso a otro encabezado por Joaquín Sánchez de Toca, que dio lugar al Real Decreto que la ponía en vigor. Ambos gabinetes estuvieron sustentados por Eduardo Dato y sus diputados afines, pero cobró poder dentro del conservadurismo el diputado por Murcia y ministro Juan de la Cierva y Peñafiel, quien se opuso a que Sánchez de Toca aceptase la Comisión Mixta Obreros-Patronos que intentó poner fin al pistolerismo en Cataluña.
En 1920 Dato volvió al poder continuando su labor de reformismo social —creó el Ministerio de Trabajo, para el que escogió a Carlos Cañal— aunque reprimió con métodos expeditivos —defendidos también por Juan de la Cierva y Peñafiel— el pistolerismo anarquista en Barcelona. Fue el promotor de la Ley de Accidentes en el Trabajo y fundó el Instituto Alfonso XIII. Dato murió asesinado en la Puerta de Alcalá de Madrid, en 1921, cuando ostentaba de nuevo el cargo de presidente del Consejo de Ministros.

### Los últimos años (1923-1931)

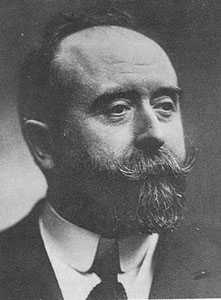
Juan de la Cierva Peñafiel

Con el golpe de Estado del general Miguel Primo de Rivera en septiembre de 1923 y la posterior instauración de la Dictadura, el Partido Conservador y sus líderes se vieron alejados de la vida política hasta el año 1930, en el que nuevamente el partido entró a formar parte del último gobierno de la monarquía, presidido por el almirante Juan Bautista Aznar, quien puso al frente del Ministerio de Fomento a Juan de la Cierva y Peñafiel en 1930–1931, ya considerado líder de los conservadores. Silvela, Maura y Dato habían fallecido; Sánchez de Toca declinó formar parte de los últimos gobiernos de Alfonso XIII e incluso declinó ser primer ministro; y otros políticos de origen liberal-conservador como Miguel Maura y Santiago Alba se habían pasado a las filas del republicanismo conservador.
Los resultados de las elecciones municipales de abril de 1931 reflejaron que ni el Partido Liberal ni el Partido Conservador contaban con apoyo entre la población, y que su poder era más artificial que real. Con la proclamación de la Segunda República el 14 de abril de 1931, Juan de la Cierva y Peñafiel trató de evitar por todos los medios la marcha de Alfonso XIII al exilio, pero fue inútil. El Partido Conservador desapareció poco después de la proclamación de la República.

## Resultados electorales
Elecciones generales
| Comicios | Escaños obtenidos | +/– | Líder del partido       | Notas                                                  |
| -------- | ----------------- | --- | ----------------------- | ------------------------------------------------------ |
| 1876     | 329/391           | -   | Antonio Cánovas         | Aprobación de la Constitución de 1876.                 |
| 1879     | 304/392           | 25  | Arsenio Martínez-Campos |                                                        |
| 1881     | 62/392            | 242 | Antonio Cánovas         | Comienzo del turnismo político con el Partido Liberal. |
| 1884     | 311/393           | 249 | Antonio Cánovas         |                                                        |
| 1886     | 93/395            | 218 | Antonio Cánovas         |                                                        |
| 1891     | 262/401           | 169 | Antonio Cánovas         |                                                        |
| 1893     | 63/401            | 199 | Antonio Cánovas         |                                                        |
| 1896     | 284/401           | 223 | Antonio Cánovas         | Asesinato de Cánovas del Castillo (1897).              |
| 1898     | 97/401            | 187 | Francisco Silvela       |                                                        |
| 1899     | 243/402           | 146 | Francisco Silvela       |                                                        |
| 1901     | 99/402            | 144 | Francisco Silvela       |                                                        |
| 1903     | 219/403           | 120 | Francisco Silvela       |                                                        |
| 1905     | 126/404           | 93  | Antonio Maura           |                                                        |
| 1907     | 250/404           | 124 | Antonio Maura           | Gobierno «largo» de Antonio Maura (1907-1909).         |
| 1910     | 116/404           | 134 | Antonio Maura           | Tras la Semana Trágica de Barcelona (1909).            |
| 1914     | 221/408           | 95  | Eduardo Dato            |                                                        |
| 1916     | 113/409           | 108 | Eduardo Dato            |                                                        |
| 1918     | 154/409           | 41  | Eduardo Dato            | Tras la Crisis de 1917.                                |
| 1919     | 198/409           | 44  | Antonio Maura           |                                                        |
| 1920     | 224/437           | 26  | Eduardo Dato            | Asesinato de Eduardo Dato (1921).                      |
| 1923     | 124/437           | 100 | José Sánchez Guerra     | Golpe de Estado de Primo de Rivera (1923).             |